# Ardabil tartomány

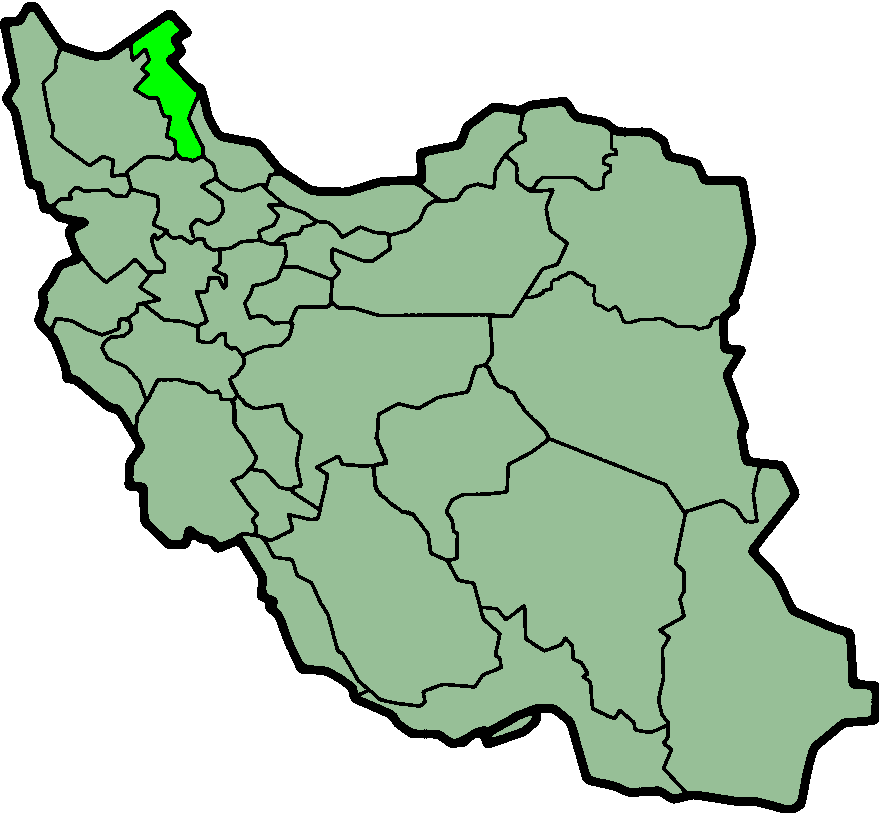
Ardabil tartomány elhelyezkedése Iránban

Ardabil tartomány (perzsául استان اردبیل [Ostân-e Ardabil]) Irán 31 tartományának egyike az ország északnyugati részén, a Kaszpi-tenger partvidékén. Északon Azerbajdzsánnal, keleten pedig a Kaszpi-tengerrel határos, délkeleten Gilán, délen Zandzsán, nyugaton pedig Kelet-Azerbajdzsán tartomány határolja. Székhelye Ardabíl városa. Területe 17 800 km², lakossága 1 209 968 fő.

## Népesség
| Lakosok száma | 1 228 155 | 1 248 488 | 1 270 420 |
|               | 2006      | 2011      | 2016      |

## Közigazgatási beosztása
Ardabil tartomány 2021 novemberi állás szerint 12  megyére (sahrasztán) oszlik. Ezek: Angut, Ardabil, Aszlánduz, Bile-Szavár, Germi, Halhál, Kouszar, Mesginsahr, Namin, Nir, Párszábád, Szarejn.

## Fordítás
- Ez a szócikk részben vagy egészben  a(z)   استان‌های ایران című perzsa Wikipédia-szócikk ezen változatának fordításán alapul.  Az eredeti cikk szerkesztőit annak laptörténete sorolja fel. Ez a jelzés csupán a megfogalmazás eredetét és a szerzői jogokat jelzi, nem szolgál a cikkben szereplő információk forrásmegjelöléseként.